# Folke Hedblom

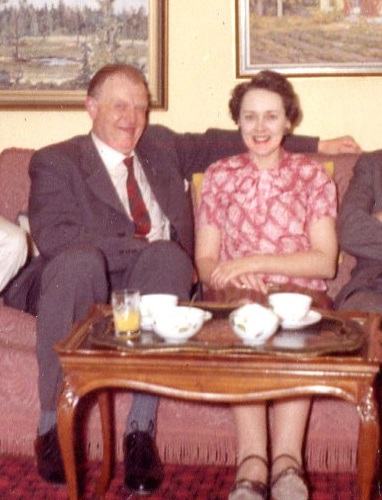
Folke Hedblom hos Birgit Ridderstedt på dialektinspelningsresa i USA 1961.

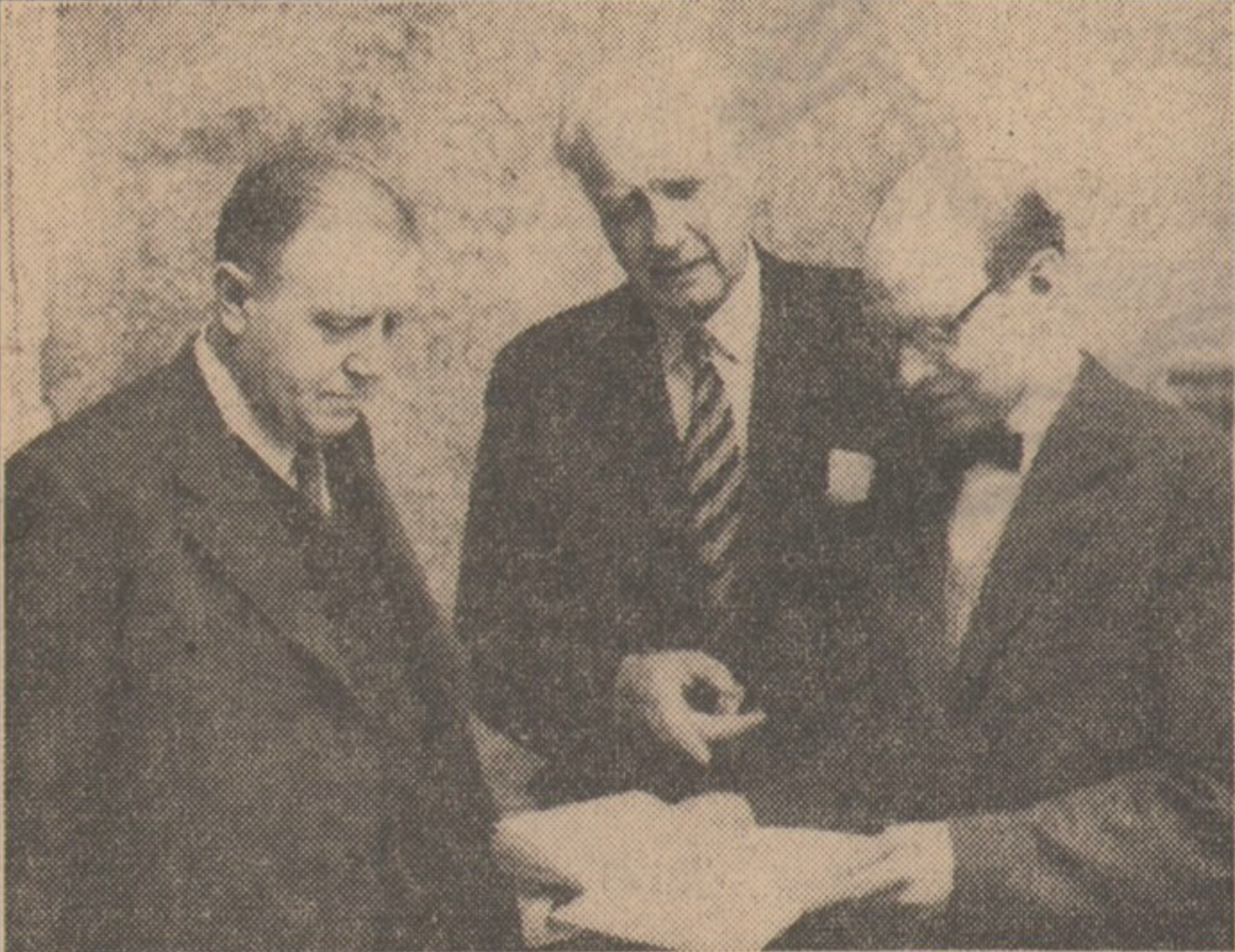
Folke Hedblom, Dag Strömbäck och Stig Björklund studerar det ombrutna korrekturet på Dalmålsordbokens första ark.

Jöns Folke Hedblom, född 26 april 1908 i Gävle, död 30 oktober 2002 i Uppsala, var en svensk ortnamns- och dialektforskare. 
Hedblom avlade filosofie kandidatexamen vid Uppsala universitet 1932, filosofisk ämbetsexamen där 1935 och filosofie licentiatexamen där 1939. Han promoverades till filosofie doktor 1945. Hedblom var extra medarbetare vid Dialekt- och folkminnesarkivet i Uppsala 1932–1944, arkivarie där 1944–1952, förste arkivarie 1952–1967, arkivchef 1967–1974 och docent i nordiska språk vid Uppsala universitet 1963–1974. Han tilldelades professors namn 1971. Hedblom var redaktör för Svenska landsmål och svenskt folkliv 1968–1977. Han var inspektor för Gästrike-Hälsinge nation 1970–1974. Hedblom invaldes som ledamot av  Gustav Adolfs Akademien 1968 (sekreterare 1975–1980), som ledamot av Humanistiska Vetenskapssamfundet i Uppsala 1973 och som korresponderande ledamot av Vitterhetsakademien 1976. Han blev riddare av Nordstjärneorden 1965.